# Glasögonflugsnappare
Glasögonflugsnappare (Muscicapa dauurica) är en liten asiatisk tätting i familjen flugsnappare (Muscicapidae). Den är en mycket sällsynt gäst i Europa med endast ett fåtal fynd, varav ett i Stockholms skärgård 1986.

## Utbredning och systematik
Glasögonflugsnapparens systematik är omstridd, där åsikterna skiljer sig åt om artgränsen gentemot flera sydostasiatiska flugsnappararter. International Ornithological Congress lista från 2022 listar tre underarter med följande utbredning:
- Muscicapa dauurica dauurica – häckar från centrala Sibirien och norra Mongoliet till Sachalin, Japan och Korea; flyttar vintertid till Sydostasien, i öster till Filippinerna och i söder till Stora Sundaöarna
- Muscicapa dauurica poonensis – häckar från norra Pakistan till Bhutan, men även i centrala och södra Indien; flyttar vintertid till Sri Lanka, Andamanerna och Nikobarerna
- Muscicapa dauurica siamensis – stannfågel från sydöstra Myanmar till nordvästra Thailand, men även i sydcentrala Vietnam

Andra inkluderar även thaiflugsnappare (M. williamsoni) och den nyligen beskrivna fläckflugsnapparen (M. sodhii) i glasögonflugsnappare.
Det är även omstritt vilket artens korrekta artnamn är. Arten listas ofta som Muscicapa latirostris.

### Glasögonflugsnappare i Europa
Glasögonflugsnappare är en mycket sällsynt gäst i Europa. Det föreligger endast sju fynd, varav fyra från Storbritannien och ett från Sverige, på Svenska Högarna i Uppland 27-30/9 1986. Den har även påträffats i Danmark 1959 och Grekland 1993.

## Utseende

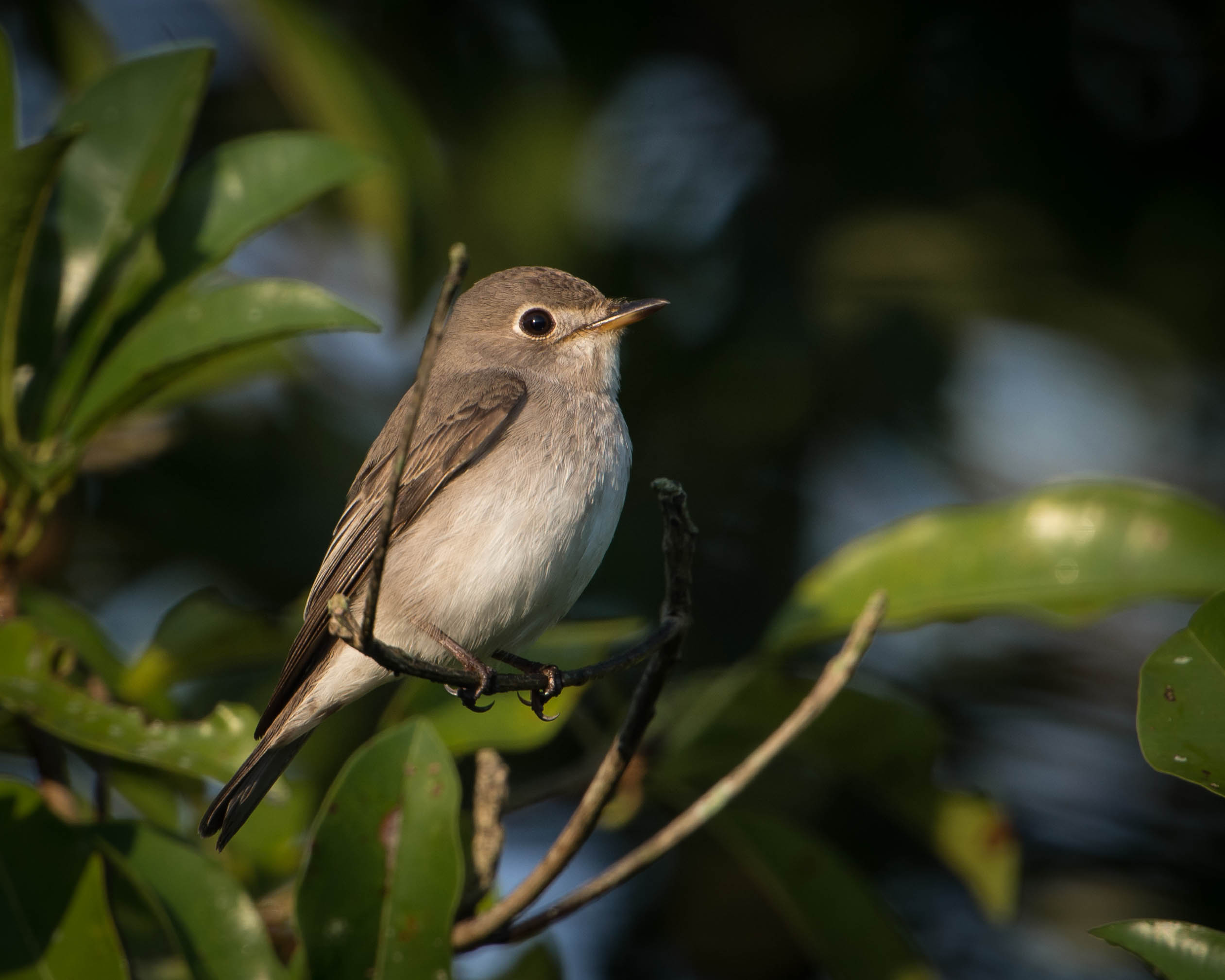

Glasögonflugsnapparen är en liten till medelstor, 12-14 cm, storhövdad, storögd och kortstjärtad flugsnappare. Den är mycket lik grå flugsnappare men har en tydlig vit orbitalring, ostreckad panna och bröst, och den undre näbbasen är ljus. Könen är lika.

## Läte
Sången består av ljusa och sträva drillar och visslingar. Bland lätena hörs torra skallrande och tjattrande ljud.

## Ekologi
Fågeln häckar i låglänta öppna tempererade och subtropiska lövskogar, ungskogar och planteringar, upp till 1800 meter över havet (i Himalaya 900-1800). Den förekommer även i blandskog samt i Sibirien bland björkar och lärk i floddalar med rik undervegetation. Vintertid förekommer den i liknande miljöer men även i träskskogar, parker, större trädgårdar och mangroveskogar.
Glasögonflugsnapparen livnär sig av insekter, men har även setts äta bär. Den ses ensam eller i par och lever en relativt anonym tillvaro – dagtid tillbringar den mycket tid inaktiv i skuggan. Den sitter upprätt och snärter till med vingar och stjärt. När den födosöker gör den likt grå flugsnapparen utfall mot insekter och återvänder sedan till samma sittplats, men flygturerna är kortare.

## Status
Glasögonflugsnapparen är vanlig eller lokalt vanlig i större delar av utbredningsområdet. Underarten siamensis anses dock ovanlig. Internationella naturvårdsunionen IUCN kategoriserar den som livskraftig men minskande i antal, dock inkluderande thaiflugsnappare och fläckflugsnappare i bedömningen.